# 趙充華 (北魏)
赵氏（467年—514年），南阳白水人，北魏孝文帝拓跋宏的九嫔。
赵氏生平史书无载，见于墓志。墓志称她为拓跋宏九嫔，生义阳公主。499年，拓跋宏临终，遣散所有妃嫔回家再嫁。根据墓志，赵氏当是守节一生没有再嫁人。
延昌三年八月十三日，赵氏去世，年48岁，宣武帝元恪下诏追赠她为充华（嫔的最低一级）。九月廿八日以妃礼附葬长陵。